# .th

Alocação de Espaço de Endereço IPv4 .th

.th (inglês: Thailand) é o código TLD (ccTLD) na Internet para a Tailândia.